# أيون متعدد الذرات

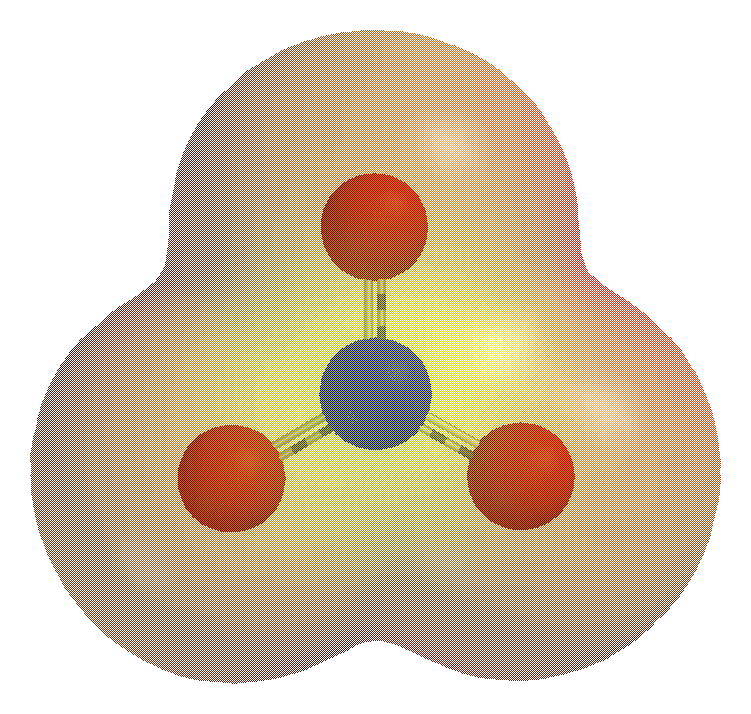
خريطة الجهد الكهروستاتيكي لأيون النترات (auto=yes|3-NO). تُشير المناطق الملونة باللون الأحمر الشفاف، حول الجزء الخارجي من ذرات الأكسجين الحمراء نفسها، إلى مناطق الجهد الكهروستاتيكي الأعلى سالبية

إن أيون متعدد الذرات، يعرف أيضا باسم أيون جزيئي، هو نوع كيميائي مشحون (أيون) يتكون من ذرات أو أكثر من الذرات التساهمية أو مجمع المعادن الذي يمكن اعتباره بمثابة وحدة واحدة. البادئة بولي- يعني «العديد»، في اليونانية، ولكن حتى أيونات ذرات اثنين ويشار عادة باسم متعدد الذرات. في الأدب القديم، ويشار أيضا أيونات متعدد الذرات كما الراديكالية، وأقل شيوعا، كمجموعة الراديكالية. في الاستخدام المعاصر، المصطلح الراديكالي يشير إلى الجذور الحرة التي هي (ليست بالضرورة مشحونة) الأنواع مع الإلكترون غير الممزوج.
مثال على أيونات متعدد الذرات هو أيون هيدروكسيد. تتكون من ذرة أكسجين واحد ذرة هيدروجين واحدة، هيدروكسيد له تهمة -1. الصيغة الكيميائية لها هي OH-. يتكون أيون الأمونيوم من ذرة واحدة من النيتروجين وأربع ذرات هيدروجين: شحنته +1، وصيغته الكيميائية هي NH4+
وغالبا ما تكون الأيونات متعددة الذرات مفيدة في سياق الكيمياء الحمضية القاعدية أو في تكوين الأملاح. ويمكن اعتبار أيون متعدد الذرات في كثير من الأحيان بمثابة حمض / قاعدة متقارن لجزيء محايد. على سبيل المثال، قاعدة مترافقة من حامض الكبريتيك (H2SO4) هو أنيونات كبريتات الهيدروجين متعدد الذرات (هسو-4). إزالة أيون الهيدروجين آخر ينتج أنيون الكبريتات (SO2-4).